# Лилия Подкопаева
Лилия Александровна Подкопаева (на украински: Лілія Олександрівна Подкопаєва; 15 август 1978 г., Донецк) е украинска гимнастичка, Заслужил майстор на спорта на Украйна (1994 г.), съдия от международна категория.
Носителка на Европейската купа (1995), на 45 златни, 21 сребърни и 14 бронзови медала от различни състезания. Абсолютна световна шампионка по спортна гимнастика (1995), европейска шампионка (1996), олимпийска шампионка на игрите в Атланта (1996).

## Биография
Майка – Нина Яковлевна. Родителите ѝ са разведени. Бабата, Евелина Михайловна, довежда Лилия на 5-годишна възраст в гимнастическата зала на клуб „Динамо“ в Донецк. Тя започва да се занимава с гимнастика от ранно детство. От 5 до 8-годишна възраст провежда по три задължителни ежедневни тренировки.
Лилия Подкопаева учи в донецкото Общообразователно училище № 3.
През април 1993 г. тя се състезава на световното първенство по спортна гимнастика в Бирмингам, Англия. Достига до финала, но прави грешка при първия си опит и завършва последна с резултат 8,893. На световното първенство през 1994 г. в Бризбейн, Австралия, тя завършва шеста в многобоя с резултат 38,942. На финала завършва осма с 9,424; пета на успоредка, записвайки 9,350; и втора на греда с 9,737 точки. През ноември 1994 г. на световното отборно първенство в Дортмунд, Германия, тя записва общ резултат от 38,099, което извежда украинския отбор на пето място.
На следващата година Подкопаева се състезава на световното първенство през 1995 г. в Сабай, Япония. Тя помага на отбора на Украйна да заеме пето място и да подготви пълноценен отбор за Олимпийските игри през 1996 г. След това Подкопаева печели многобоя с резултат 39,248. Във финалните състезания тя заема първо място (9,781), второ – на греда (9,837) и седмо – на земя (9,087).
В началото на 1996 г. Подкопаева е сериозно наранена, когато падна на тренировка и счупва две ребра. През май същата година обаче тя участва в европейското първенство в Бирмингам, където помага на украинския национален отбор да заеме трето място и печели многобоя с резултат 39,205. Във финалното състезание тя заема трето място на греда (9,756).
През юли 1996 г. Подкопаева участва на летните Олимпийски игри през 1996 г. в Атланта, Джорджия, където печели два златни медала – в абсолютния шампионат и упражненията на земя. Един от елементите ѝ – двойно салто напред със завъртане на 180 ° – все още не е повторен от друг спортист, дори сред мъжете. Тя е четвъртата гимнастичка, която печели олимпийска титла като действаща световна шампионка и единствената гимнастичка, която печели многобоя, без да печели отборен медал.
Първоначално Подкопаева възнамерява да продължи да се състезава след Олимпийските игри през 1996 г. и е включена в украинския национален отбор за Световната купа през 1997 г. Травмите ѝ обаче я принуждават да не участва в състезания и след това да се оттегли от спорта.
През 2001 г. завършва Националния университет по физическо възпитание и спорт. След това учи в Донецката държавна академия.
През 2002 г. Подкопаева организира редовен турнир, кръстен на нейно име – „Златна лилия“ с участието на гимнастици, акробати и танцьори.
През 2005 г. Подкопаева става посланик на добра воля на ООН за ХИВ/ СПИН в Украйна. Тя е и посланик на Съвета на Европа за спорт, толерантност и честна игра.
Удостоена е с Почетен знак на Президента на Украйна (1995 г.), кръст „За храброст“ (1996), орден „За заслуги“ ІІ степен (2002), Орден на княгиня Олга III степен (2009), Почетна грамота на Кабинета на министрите на Украйна (2003 г.,)  орден „Св. Станислав“.
През 2006 г. Укрпоща издава пощенска марка на Украйна, на която е изобразена Лилия Подкопаева. През 2008 г., по случай тридесетия ѝ рожден ден, ООН издава американска пощенска марка с образа на гимнастичката.

### Личен живот
Живее със съпруга си Тимофей Нагорни 7 години (от 2000 до 2009 г., в брак от 25 декември 2004 г. до януари 2009 г.).
Осиновен син Вадим Нагорни (роден на 27 ноември 2005 г.). Осиновен е на 13 юли и взет от сиропиталището на 31 юли 2006 г.
Дъщеря ѝ, Каролина Нагорна (родена на 10 ноември 2006 г.), носи името на кръстницата ѝ Ани Лорак.
Деца от 3-годишна възраст се занимават с гимнастика, чужди езици и танци. 
На 19 септември 2019 г. ражда другата си дъщеря.

## Телевизия
През 2006 г. Лилия печели в украинската версия на предаването „Танци със звездите“. Заедно със Сергей Костецки през септември 2008 г. тя представлява Украйна на конкурса за песен на Евровизия 2008, където заемат 3-то място. 
През юни 2011 г. участва в заснемането на спортно-развлекателното шоу „Аз съм герой!“, близо до Севастопол, чиито епизоди са показани през есента по Нови канал.

## Филмография
| Година      |  | Име               | Роля                                                |
| ----------- |  | ----------------- | --------------------------------------------------- |
| 2005 – 2006 |  | Леся + Рома       | камео                                               |
| 2007        |  | Держи меня крепче | Лилия Подгорска – участница в проекта Звездни танци |

## Държавни награди
- Почетен знак на Президента на Украйна (21 декември 1995 г.) [35]
- Отличителен знак на Президента на Украйна кръст „За смелост“ (8 юли 1996 г.)[36]
- Орден За заслуги, II степен (29 ноември 2002 г.)[37]
- Почетна грамота на Кабинета на министрите на Украйна (13 август 2003 г.)[38]
- Орден на княгиня Олга III степен (16 януари 2009 г.)[39]